# Atomerő-mikroszkóp

Az atomerő-mikroszkóp által használt lézernyaláb visszaverődéses érzékelési módszerének elvi rajza látható. Ahogyan a tartókar kimozdul a felülettel való kölcsönhatás révén, ugyanígy a lézer visszaverődött nyalábja is elmozdul a fotodióda felületén.

Az atomerő-mikroszkópia (atomic force microscopy – AFM) vagy pásztázóerő-mikroszkópia (scanning force microscopy – SFM) egy nagyon magas felbontású pásztázószondás-mikroszkópia (scanning probe microscopy – SPM). A nanométer tört részével megegyező felbontásban dolgozik, ami ezerszer jobb, mint az optikai diffrakciós határ.

## Áttekintés
Az információgyűjtés a felület „letapogatása” által történik egy mechanikus szonda segítségével. A precíz letapogatást piezoelektromos alkatrészek (elektromos) parancsai által végrehajtott kicsi, precíz, akkurátus mozdulatok teszik lehetővé.

### Funkciók
Három fő funkciója van az AFM-nek: erőmérés, képalkotás és anyagmanipuláció.
Erőmérés esetén az AFM a szonda és a minta közti erők mérésére használható a kölcsönös szétválasztás függvényében. Ez arra alkalmas, hogy erőspektroszkópiát végrehajtva a mechanikai tulajdonságait vizsgáljuk egy anyagnak, mint például a minta rugalmassági modulusát, amely a merevségre jellemző állandó.
Képalkotás céljából a felület által a szondára gyakorolt erők visszahatásából nagy felbontású háromdimenziós kép készíthető a felületről (topográfia). Az ún. raszterpásztázással megméri a minta pozícióját a letapogató hegyhez képest és feljegyzi a szonda magasságát, amely egy jól ismert konstans szonda-minta kölcsönhatásnak felel meg. A felületi topográfiát általában egy pszeudoszín grafikon segítségével ábrázolják.

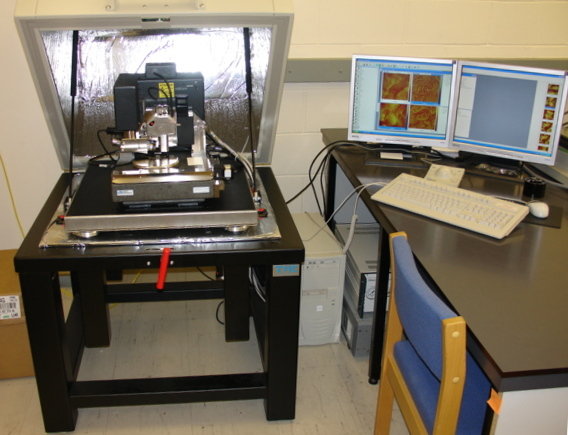
Egy atomerő-mikroszkóp bal oldalt az őt irányító számítógéppel jobb oldalt

Anyagmanipuláció során a hegy és az anyag között fellépő erők arra is használhatók, hogy az anyag tulajdonságait tegyék próbára, természetesen egy felügyelt módon. Erre példaként az atomi manipulációkat, a pásztázószondás litográfiát vagy akár a helyi sejt stimulációt is felhozhatnánk.
Egyidőben a topográfia képalkotással, más tulajdonságai is megmérhetőek az anyagnak helyileg és természetesen ábrázolhatóak kép formájában, sokszor hasonlóan nagy felbontásban. Ilyen tulajdonságokra példaként adható, mint mechanikai tulajdonság a merevség, keménység vagy adhéziós mérték, illetve, mint elektromos tulajdonság a vezetőképesség vagy felületi potenciál. Tulajdonképpen nagy része az SPM eljárásoknak kiegészítői az AFM-nek amely ez ilyen folyamatokat használja.

### Más mikroszkópia technológiák
A jelentős különbség az atomerő mikroszkópia és más versenyképes technológiák (pl. optikaimikroszkópia, elektronmikroszkópia) között az, hogy az AFM nem használ sem lencséket, sem sugárzást. Éppen ezért, nem is limitált a térbeli felbontást illetően a diffrakció vagy aberrációk miatt, továbbá az sem szükséges, hogy előkészítsük az elektron sugár számára a teret annak megfelelő irányítása végett (vákuumot kellene létrehozni), és nélkülözhetjük a minta megjelölését is.
Rengeteg fajta pásztázó mikroszkópia létezik, úgy, mint a pásztázószondás-mikroszkópia (ide tartozik az AFM, pásztázó alagútmikroszkópia (STM), érintés nélküli pásztázó optikaimikroszkópia (NSOM/SNOM), stimulált emisszió csökkentéses mikroszkópia (STED) és természetesen a pásztázó elektronmikroszkópia). Habár a STED és SNOM látható, infravörös vagy THz nagyságú frekvenciájú fényt használ a minta megvilágítására, az általuk elért felbontás mégsincs korlátozva az optikai diffrakciós limit által.

### Felépítés
A 3-as ábra mutatja be, hogy hogyan néz ki általában egy AFM. A zárójelekben lévő számok a kép alatt vannak megmagyarázva, hogy mit jelentenek. A koordináták iránya a (0) koordináta-rendszer által meghatározott irányokat követik.

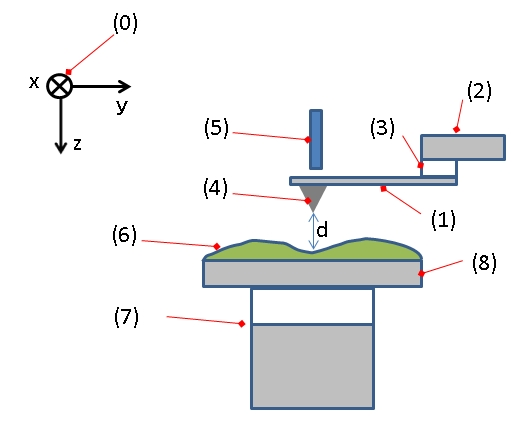
3-as ábra: Az AFM általános felépítése. (1) Tartókar, (2) Tartóállvány a tartókarhoz, (3) Piezoelektromos alkatrész (rezgésbe hozza a tartókart, annak sajátfrekvenciáján), (4) Hegy (a tartókar szabad végéhez van erősítve, a szonda szerepét tölti be), (5) A tartókar mozgás- és elhajlásérzékelője, (6) A minta, (7) Mozgó talapzat, (8) A munkapad.

A kicsiny rugó-szerű tartókar (1) egy tartóállványhoz (2) van erősítve. Nem kötelező jelleggel, egy piezoelektromos alkatrész (általában valamilyen kerámiából készül) (3) segít rezgésbe hozni a tartókart. Az éles hegy (4) a tartókar (1) szabad végéhez van erősítve. Az érzékelő (5) feljegyzi a tartókar (1) mozgását és elhajlását. A minta (6) a munkapadra (8) van felhelyezve. Egy térben (xyz szerint) mozgó talapzat (7) biztosítja a minta (6) és a munkapad (8) elmozdítását x, y és z irányok szerint a csúcsos hegyhez képest (4). Habár a 3-as ábra úgy mutatja, hogy a munkapad a mintához van erősítve, a munkapad a hegyhez is erősíthető, sőt egymástól független munkapadok erősíthetők mindkettőhöz, ugyanis végső soron a minta-hegy relatív mozgását kell kontroll alatt tartani. Az irányító karok és a grafikont kirajzoló szerkezet nincs feltüntetve a 3-as ábrán.
A fent leírt felépítésre hivatkozva, a minta-hegy kölcsönhatás, amely akár atomi szintű jelenség is lehet, átalakul a tartókar mozgásváltozását szolgáló jelenséggé, amely már makroszinten történik. A tartókar mozgásának rengeteg különböző aspektusa használható arra, hogy megmérjük a hegy és a minta közötti kölcsönhatást, többnyire az elhajlás mértékét, a tartókar egy indukált rezgésének amplitúdóját vagy a tartókar rezgési frekvenciájának változását.

### Érzékelő
Az AFM érzékelője (5) a tartókar elhajlásának mértékét méri (a nyugalmi helyzethez képest) majd az információt átalakítja elektromos jellé. Az elektromos jel erőssége egyenesen arányos az elhajlás mértékével.
Természetesen emellett még számos érzékelési mód létezik, mint pl. interferometria, optikai emelőkar, a piezoellenállásos metódus, a piezoelektromos metódus és persze pásztázó alagútmikroszkópos érzékelők használata.

### Képalkotás
Megjegyzés: A következő bekezdések a 'közvetlen érintkezés' metodikáját feltételezik. Más képalkotási módozatok esetén hasonló az eljárás, azt leszámítva, hogy az 'elhajlás' egy megfelelő visszacsatolásos változóval helyettesítendő.

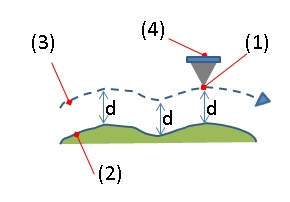
5-ös ábra: Topografikus képalkotás az AFM segítségével. (1) Csúcsos hegy, (2) Minta felülete, (3) A csúcsos hegy z tengely menti pályája, (4) Tartókar

Amikor az AFM-et használjuk arra, hogy képet készítsünk egy mintáról, akkor ez úgy történik, hogy a hegy érintkezésbe jön a mintával és a minta raszter-pásztázáson esik át egy x-y négyzetháló mentén. Általában, egy elektromos visszacsatolásos zárt parancsot használnak arra, hogy megmaradjon konstansan a szonda-minta kölcsönhatásból származó erő, a pásztázás alatt. Ez a visszacsatolásos zárt parancs, bejövő információnak a tartókar elhajlását tekinti, és kimeneti adatai pedig a szonda tartóállványa (2 a 3-as ábrán) és a minta munkapadja (8 a 3-as ábrán) közti távolságot kezelik a z tengely mentén. Ameddig a hegy érintkezésben marad a mintával és a minta letapogatása folyamatban van az x-y síkban, addig nyilván a minta felületén lévő magasságbeli eltérések más-más mértékben térítik ki a tartókart. Ezután a visszacsatolás arra szolgál, hogy igazítván a szonda tartóállványának magasságát segít visszaállítani a használó által előzőleg beállított alapértelmezett elhajlásra a tartókart. Egy megfelelően beállított visszacsatolási parancs konstans tartja a szonda és a minta közti távolságot a pásztázás folyamata alatt, tehát a tartókar elhajlása megközelítőleg ugyanaz marad végig (5-ös ábra). Ebben az esetben, a visszacsatolás kimeneti információja megegyezik a minta felületi topográfiájával, természetesen egy kis hibahatáron belül.
Történetesen, egy ettől különböző eljárást használtak korábban is, azonban ott konstans marad a szonda tartóállványa és a munkapad közti táv (nem használtak programbeli visszacsatolást, nem szervomechanizmussal működött). Ezt a módozatát az eljárásnak, a 'konstans magasság módozata' jelzővel illették, hiszen a tartókar elhajlását itt a minta x-y pozíciójának függvényében jegyezték fel. Ameddig érintkezésben marad a szonda a mintával addig az elhajlás a felület topográfiájának felel meg. A fő ok, amiért ez az eljárás nem közkedvelt többé, az, hogy a hegy és a minta közti erők nem kontrollálhatók, amely túl nagy erők kifejtéshez vezethet, így sérülhet a szonda vagy a minta. Azonban a biztonság kedvéért az elhajlás mértékét a 'konstans erő módozatú' eljárás során is feljegyzik. Ez megmutatja a visszacsatolás kicsi követési hibáját és néha képes olyan sajátosságokra vetít fényt, amelyekhez a visszacsatolásos módszer sem képes alkalmazkodni már.
Az AFM jelek, mint például a minta magassága vagy a tartókar elhajlása, egy számítógép által kerülnek feldolgozásra az x-y síkban történő pásztázás alatt. Ezek egy pszeudoszínes képben lesznek megjelenítve, amelyben minden pixel egy-egy x-y pozíciónak felel meg a mintán, és egy adott szín megfelel egy adott jelnek.

### Történelmi háttér
Az AFM-et 1982-ben találták fel az IBM tudósai. Az AFM előhírnöke a pásztázó alagútmikroszkóp (STM) volt, amelyet Gerd Binning és Heinrich Rohrer fejlesztett ki a korai '80-as években az IBM Zürichi intézetében. Ezért 1986-ban fizikai Nobel-díjat kaptak. Binning dolgozta ki az AFM elméleti és gyakorlati alapjait, majd 1986-ban került az első kísérleti alkalmazásra Binning, Quate és Gerber által.
Az első kereskedelmileg elérhető darab 1989-ben került a piacokra. Az AFM az egyik legtöbbet használt eszköz manapság is a nanoszinten történő képalkotás, mérések és anyagmanipulációk terén.

### Gyakorlati alkalmazás
Az AFM a természettudományok területén széles körben elterjedt eszköz, így például a szilárdtestfizikában, a félvezető-tudományok és technológiák területén, a molekuláris technológiákban, a polimerek kémiájában és fizikájában, a felületi kémiában, molekuláris biológiában, sejtbiológiában és az orvostudományokban.
A szilárdtestfizika területén alkalmazásai között megemlítendő (a) egy adott felületen az atomok felismerése, (b) egy bizonyos atom és a szomszédos atomok közti kölcsönhatások felmérése és (c) egy anyag fizikai tulajdonság megváltozásainak tanulmányozása annak hatására, miként átrendezzük annak atomi szerkezetét anyagmanipuláció révén.
A molekuláris biológiában a protein komplexumok vagy tömörülések struktúrájának és mechanikai tulajdonságainak tanulmányozására használható. Példának okáért, az AFM-et már használták mikrotubulusok modellezésére és ezek merevségének megmérésére.
A sejtbiológiában az AFM-et használhatjuk arra, hogy keménységük alapján megkülönböztessük az elrákosodott és az egészséges sejteket és felmérjük, hogy miként hatnak egymásra a szomszédos sejtek egy kompetitív tenyészetben. Az AFM emellett arra is használható, hogy megvágjunk sejteket, ezzel tanulmányozva, hogy a sejtek hogyan szabályozzák a sejtfal vagy sejtmembrán merevségét vagy alakját.
Néhány prototípus képes az elektromos potenciál mérésére is áramvezető tartókarok segítségével. Fejlettebb verziókban, a hegyen keresztül képes folyni az áram ezzel vizsgálva az elektromos vezetőképességet vagy éppen alsóbb rétegekbe juttatva az áramot, de ez egy nem kis nehézségű probléma, miként mutatja az is, hogy milyen kevés kutatócsoport jegyzett fel ezzel kapcsolatban érdemleges eredményeket (a 2004-es adatok szerint).

## Fordítás
Ez a szócikk részben vagy egészben  az   Atomic force microscopy című angol Wikipédia-szócikk ezen változatának fordításán alapul.  Az eredeti cikk szerkesztőit annak laptörténete sorolja fel. Ez a jelzés csupán a megfogalmazás eredetét és a szerzői jogokat jelzi, nem szolgál a cikkben szereplő információk forrásmegjelöléseként.